# Havnetunnelen
|  | Denne artikel beskriver en fremtidig begivenhed Denne artikel eller sektion handler om planlagt eller forventet fremtidig begivenhed. Der kan forekomme spekulativ information, og indholdet kan ændres dramatisk når begivenheden nærmer sig og mere information bliver tilgængelig. |

Havnetunnelen, også kaldet Østlig Ringvej, er et forslag til en ny motortrafikvejs-strækning, som skal anlægges mellem Helsingørmotorvejen og Øresundsmotorvejen. Havnetunnelen vil gøre det muligt at komme fra Helsingørmotorvejen til for eksempel Øresundsbroen og Kastrup Lufthavn uden at skulle køre igennem Indre By. Transportministeriet har i 2013 udsendt en publikation med en strategisk analyse af en Østlig Ringvej, dvs. en havnetunnel i København.
En foreslået linjeføring går fra slutningen af Helsingørmotorvejen først som nordhavnsvejen over Nordhavnen og derefter som en havnetunnel hele vejen ned til Sjællandsbroen. En alternativ linjeføring har en kortere tunnel gående fra Nordhavn til Refshaleøen, og så derefter motorvej på Amager til Sjællandsbroen, eventuelt i en tunnel på land. Den første del, Nordhavnsvejen er godt på vej og forventes at forbinde Strandvænget med Helsingør-motorvejen nord for Ryparken S-togsstation i  2015. Anden del, en tunnel fra Nordhavnsvejen til Nordhavnen, blev vedtaget i maj 2014.
Fordelingen af finansieringen mellem København og staten, som anslås at koste op til 26 milliarder kr, er endnu ikke fastlagt. Daværende Trafikminister Lars Barfoed har foreslået at en del af finansieringen skulle være bompenge på DKK 20. Dette forslag om bompenge er dog blevet kritiseret for at være uhensigtsmæssigt, da at man ved at lægge afgift på brug af havnetunnelen giver bilister et incitament til at køre igennem byen, til gene for både billisterne selv og byens beboere. Det er i stedet blevet foreslået at en mere hensigtsmæssig måde at opkræve bompenge på er at opkræve for at køre ind i byen, mens der ikke opkræves for brug af havnetunnelen.
Den 21. august 2020 fremlagde Transport- og Boligministeriet og Københavns Kommune en forundersøgelse af Østlig Ringvej. I undersøgelsen indgik der flere forskellige linjeføringer både fra Nordhavn til Amagermotorvejen og fra Nordhavn til Øresundsmotorvejen
1. Nedgravet tunnel og sænketunnel der går fra Nordhavn forbi Refshaleøen og Prags Boulevard og vest om Amager Strandpark og ender i Øresundsmotorvejen.
2. Nedgravet tunnel og sænketunnel der går fra Nordhavn forbi Refshaleøen og Prags Boulevard og øst om Amager Strandpark og ender i Øresundsmotorvejen.
3. Boret tunnel og nedgravet tunnel der går fra Nordhavn forbi Refshaleøen og Prags Boulevard og igennem Amager Strandpark og ender i Øresundsmotorvejen.
4. Sænketunnel der går fra Nordhavn forbi Lynetteholm og Prøvestenen og øst for Amager Strandpark og ender i Øresundsmotorvejen.
5. Sænketunnel der går fra Nordhavn forbi Lynetteholm og øst for Amager Strandpark og ender i Øresundsmotorvejen.
6. Nedgravet tunnel og sænketunnel der går fra Nordhavn forbi Refshaleøen og Kløverparken passere vest om DR-Byen og ender i Amagermotorvejen.
7. Boret tunnel der går fra Nordhavn forbi Refshaleøen og Kløverparken passere både øst og vest om DR-Byen og ender i Amagermotorvejen.
8. Boret tunnel og nedgravet tunnel der går fra Nordhavn forbi Refshaleøen og Kløverparken og ender i Amagermotorvejen.
9. Boret tunnel og nedgravet tunnel der går fra Nordhavn forbi Refshaleøen og Kløverparken passere vest om DR-Byen og ender i Amagermotorvejen.

Om disse linjeføringer udtalte Københavns overborgmester Frank Jensen i 2020, at han foretrak en sænketunnel af linjeføring Ø4 eller Ø5, der gik fra Nordhavn langs med Øresundskysten og ned til lufthavnen, da han ville skåne naturen på Amager Fælled og beboerne på Amager. I april 2023 vedtoges en miljøkonsekvensvurdering til 527 mio kr af denne rute.
Den 28. marts 2025 besluttede forligskredsen bag Infrastrukturplan 2035 og Københavns Kommune at bygge første etape af Østlig Ringvej mellem Nordhavn og Lynetteholm. Tunnelen skulle både være en sænketunnel og nedgravet tunnel og med tilslutningsanlæg på Nordhavn og Lynetteholm. Den forventes at ville kost 10,5 mio. kr. og forventes færdig i 2037.